# Jean-Baptiste-François-Paul Dufour
Jean-Baptiste-François-Paul Dufour, francoski general, * 1868, † 1940.